# منتخب توغو لاتحاد الرغبي
منتخب توغو لاتحاد الرغبي هو ممثل توغو الرسمي في المنافسات الدولية في اتحاد الرغبي
.